# Peuchen

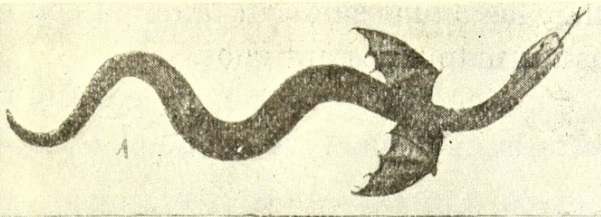
Peuchen, créature légendaire des Mapuche.

Le Peuchen est une créature de la mythologie mapuche et de la mythologie chilote (archipel de Chiloé) concernant le Chili méridional. Il s'agit d'une créature métamorphe, crainte par les populations locales, et capable de prendre l'apparence d'une autre forme animale. 
Il a été souvent décrit en tant que serpent volant colossal et produisant des sifflements étranges, alors que son regard fixe lui permettrait de pétrifier une victime et de sucer son sang. On l'a souvent accusé de sucer le sang des moutons. La créature peut être éliminée par un Machi (chaman Mapuche).